# دوري كرة القدم الغربي 1922–23
دوري كرة القدم الغربي 1922–23 (بالإنجليزية: 1922–23 Western Football League)‏ هو موسم من دوري كرة القدم الغربي ‏. فاز فيه نادي ويموث.